# Banteln
Banteln település Németországban, azon belül Alsó-Szászország tartományban. Lakosainak száma 1496 fő (2016. november 30.).

## Népesség
A település népességének változása:

| 2016 | 1 496 |